# Ralph Underwager
Ralph Charles Underwager (28 de julio de 1929 – 29 de noviembre de 2003) fue un ministro y psicólogo estadounidense, más conocido como testigo defensor de adultos acusados de abuso sexual infantil en las décadas de 1980 y 1990. Hasta su muerte en 2003, fue director del Institute for Psychological Therapies, que fundó en 1974. También fue fundador de Victims of Child Abuse Laws (VOCAL), un grupo de presión que representaba los intereses de los padres cuyos hijos habían sido alejados por servicios sociales tras acusaciones de abuso. Fue miembro fundador de la Fundación Síndrome de la Falsa Memoria. También fue acusado de ser promotor de la pedofilia debido a controvertidas declaraciones, incluidas las de una entrevista propedofilia, Paidika: The Journal of Pedophilia.

## Biografía
Nació el 28 de julio de 1929. Obtuvo una Maestría en Divinidad del Seminario Concordia de St. Louis en 1951 y un doctorado de la Universidad de Minnesota en 1970. Fue pastor de iglesias luteranas en Iowa y Minnesota. Se convirtió en director del Institute for Psychological Therapies en Northfield, Minnesota, en 1974. Murió el 29 de noviembre de 2003.

## Fundador de VOCAL
Underwager compareció por primera vez ante el tribunal como testigo de la defensa de dos de los acusados en el caso de Jordan, Minnesota, de 1984, uno de los primeros intentos de procesar el presunto abuso sexual infantil organizado en los Estados Unidos. En el estrado, Underwager argumentó que el testimonio de abuso de los niños fue el resultado de un lavado de cerebro por parte de trabajadores sociales utilizando técnicas de reforma del pensamiento comunista.  La pareja acusada fue absuelta y se unieron a Underwager para formar VOCAL, un grupo de presión para personas que habían sido acusadas de abuso infantil por parte de los servicios sociales. 
Un año después de su creación, VOCAL contaba con 3000 miembros en 100 capítulos en todo Estados Unidos.  Los miembros de VOCAL protestaron en hospitales, tribunales y departamentos de servicios sociales, a quienes caracterizaron como atendidos por "fanáticos", "charlatanes" "tipo Gestapo" que retiran a los niños basándose únicamente en "rumores".  A lo largo de las décadas de 1980 y 1990, VOCAL hizo varios intentos para que se aprobara legislación que limitara los poderes de los servicios de protección infantil. A nivel nacional, VOCAL hizo campaña para elevar la carga de la prueba en los casos de protección infantil a un estándar penal.  En Florida, VOCAL presionó para restringir los requisitos de presentación de informes obligatorios.  VOCAL criticó los programas de prevención del abuso infantil, afirmando que crean "niños sexualmente conscientes que podrían malinterpretar un toque inocente de un adulto". 

## Trabajo como testigo de la defensa
Underwager fue un prolífico perito defensor de personas acusadas de abuso sexual infantil. A finales de la década de 1980, había comparecido ante los tribunales en representación de acusados en casos de abuso sexual infantil más de 200 veces en Estados Unidos, Canadá, Australia, Nueva Zelanda y Gran Bretaña.  En los tribunales y en los medios de comunicación, se informó que Underwager había dicho que el 60% de las mujeres abusadas sexualmente en la infancia informaron que la experiencia fue buena para ellas,  pero en sus propios escritos afirmó haber sido malinterpretado y que ese abuso siempre es perjudicial.  Calificó las investigaciones de protección infantil como nada menos que un "ataque a la familia como institución"  y alegó que el 75% de las madres que alegaban abuso sexual en los procedimientos de custodia padecían un "grave trastorno de personalidad" que las llevaba a fabricar información falsas acusaciones.  Afirmó que las entrevistas forenses con niños inevitablemente llevan al niño a confabular un relato de abuso ritual satánico porque el "mundo de fantasía de los niños está lleno de caos, asesinatos, canibalismo, sangre y sangre".  Afirmó que todas las entrevistas forenses con niños provocaban esta vida de fantasía sexual sádica, creando niños "psicóticos" y sexualizados que estaban "arruinados de por vida". 
La psicóloga Anna Salter sostuvo que las afirmaciones de Underwager y Hollida Wakefield descritas anteriormente demostraban "tergiversaciones sistemáticas" de investigaciones confiables y que a menudo Underwager y Wakefield hacían afirmaciones contrarias a sus fuentes. Posteriormente, Underwager presentó varias demandas infructuosas contra Salter, quien afirma que fue en represalia por sus críticas al testimonio de Underwager en la corte y por afirmar que mintió para ayudar a los abusadores de menores a evadir el castigo. Salter también afirmó que Underwager participó en otras acciones de amenaza. 
Guy Stockwell interpretó el papel de Underwager como testigo de la defensa en el caso Country Walk en el filme Unspeakable Acts. 

### Caso Mr. Bubbles y reportaje
Underwager fue testigo experto en el caso Crown v. Deren, también llamado caso “Mr. Bubbles”, en el que un acusado australiano fue denunciado por haber agredido sexualmente a las alumnas de la guardería de su esposa en "baños de burbujas", pero fue absuelto y liberado por los métodos de persuasión de Underwager.
Se dio a conocer el caso por un reportaje de 60 Minutes Australia, donde Underwager es expuesto como apologista de la pedofilia y siendo agresivo contra el reportero. En este reportaje, Anna Salter mencionó que Underwager no es bien recibido en algunas cortes de Estados Unidos, pues no está calificado para testificar como doctor y su trabajo no ha sido validado ni aceptado por la comunidad científica. Underwager demandó por difamación al canal 60 Minutes Australia y todos los que aparecen en el programa en 1995 y relacionados, concluyó el fallo a favor de 60 Minutes y relacionados por falta de pruebas.

## Controversia en una entrevista
Underwager se vio obligado a dimitir del consejo asesor de la Fundación del Síndrome de Falsa Memoria (FMSF) y poner fin a su carrera como testigo experto debido a un artículo que apareció en "Moving Forward: A Newsjournal for Adult Survivors of Childhood Sexual Abuse and Their Supporters", una serie de extractos de una entrevista que él y Hollida Wakefield (su esposa y también miembro del consejo asesor de la FMFS) habían concedido a una publicación pseudoacadémica pro-pedofilia no arbitrada,  Paidika: The Journal of Paedophilia. En la entrevista con Paidika, se le preguntó a Underwager: "¿Elegir la pedofilia es para usted una elección responsable para el individuo?", Underwager respondió:

Ciertamente, es responsable. Lo que me ha llamado la atención a medida que he ido conociendo y comprendiendo más a las personas que eligen la pedofilia es que se dejan definir demasiado por otras personas. Se trata, por lo general, de una definición esencialmente negativa. Los pedófilos dedican mucho tiempo y energía a defender su elección. No creo que un pedófilo deba hacer eso. Los pedófilos pueden afirmar con valentía y valentía lo que eligen. Pueden decir que lo que quieren es encontrar la mejor manera de amar. También soy teólogo y, como teólogo, creo que es voluntad de Dios que haya cercanía e intimidad, unidad de la carne, entre las personas. Un pedófilo puede decir: "Esta cercanía es posible para mí dentro de las decisiones que he tomado". Los pedófilos son demasiado defensivos. Dicen por ahí: "Ustedes están diciendo que lo que elijo es malo, que no es bueno. Me están metiendo en la cárcel, me están haciendo todas estas cosas terribles. Tengo que definir mi amor como algo ilícito de alguna manera u otra". Lo que creo es que los pedófilos pueden afirmar que la búsqueda de la intimidad y el amor es lo que eligen. Con valentía, pueden decir: "Creo que esto es, de hecho, parte de la voluntad de Dios". Tienen derecho a hacer estas declaraciones por sí mismos como elecciones personales. Ahora bien, si pueden o no persuadir a otras personas de que tienen razón es otra cuestión.

Underwager y su esposa Wakefield afirmaron que sus comentarios estaban en el contexto de su opinión de que los mejores programas de prevención del abuso sexual infantil eran aquellos que se centraban en detener las acciones de los abusadores. Underwager afirmó más tarde que "feministas radicales que se han autoproclamado expertas en abuso sexual" habían sacado la entrevista de contexto y tergiversado sus respuestas, reiterando declaraciones anteriores de que creía que "el contacto sexual entre un adulto y un niño jamás será aceptable ni podrá ser nunca positivo".  Underwager y Wakefield habían declarado específicamente que el contacto sexual entre adultos y niños siempre es dañino en su libro de 1994 Return of the Furies. 